# 長野県道274号宇留賀池田線
長野県道274号宇留賀池田線（ながのけんどう274ごう うるがいけだせん）は、長野県東筑摩郡生坂村と北安曇郡池田町を結ぶ一般県道。
起点から池田町広津菅の田までは道幅が狭く、大型車の通行は出来ない。

## 概要

### 路線データ
- 起点：東筑摩郡生坂村大字東広津字宇留賀（長野県道55号大町麻績インター千曲線交点）
- 終点：北安曇郡池田町大字池田（池田五丁目交差点、長野県道51号大町明科線交点）

## 通過する自治体
- 東筑摩郡生坂村
- 北安曇郡池田町

## 接続・交差する道路
- 長野県道55号大町麻績インター千曲線
- 長野県道51号大町明科線